# Backtrace
Backtrace (en España: Cuenta pendiente, en América: Amnesia) es una película estadounidense de 2018, del género de acción, dirigida por Brian A. Miller y protagonizada por Sylvester Stallone, Matthew Modine y Ryan Guzman.
La película fue lanzada en video, bajo demanda, y  tuvo un lanzamiento limitado en cines por Lionsgate Premiere el 14 de diciembre de 2018 en los Estados Unidos.

## Sinopsis
Después de sufrir una lesión cerebral durante un atraco a un banco que salió mal, MacDonald (Matthew Modine) desarrolla amnesia y es internado en una sala psiquiátrica de la prisión. Después de su séptimo año en evaluación, un recluso y un médico de la sala (Ryan Guzman y Meadow Williams) lo obligan a escapar de la prisión y le inyectan un suero que lo obliga a revivir la vida que ha olvidado. MacDonald ahora debe eludir a un detective local (Sylvester Stallone), un agente del FBI (Christopher McDonald) y los peligrosos efectos secundarios de la droga para recuperar el dinero robado mientras se enfrenta a su pasado.

## Reparto
- Sylvester Stallone - Detective Sykes
- Matthew Modine - MacDonald
- Ryan Guzman - Lucas
- Meadow Williams - Dr. Erin
- Christopher McDonald - Agente Franks
- Colin Egglesfield - Detective Carter
- Jenna Willis - Detective Bay
- Tyler Jon Olson - Farren
- Lydia Hull - Dr. Nichols
- Baylee Curran - Guardia de seguridad Alicia